# محافظة غزة
محافظة غزة هي واحدة من 16 محافظة من محافظات السلطة الوطنية الفلسطينية تقع في شمال قطاع غزة الذي تديره السلطة الوطنية الفلسطينية وتقع بين خـطي طول '37 34° و'51 34°غربا، ودائرة عرض '42 31° و'54 31° شمالاًمع أنه لا يوجد حدود برية بين الضفة والقطاع. وفقا لـ الجهاز المركزي للإحصاء الفلسطيني، كان عدد سكان المقاطعة في عام 2006 حوالي 505,700 نسمة.يحد محافظة غزة من الشمال المحافظة الشمالية، ومن الجنوب وادي غزة، ومن الشرق حدود فلسطين المحتلة عام 1948م، ومن الغرب البحر المتوسط، ويتضح من شكل المحافظة أنها تأخذ الشكل المستطيل، فهي تمتد من الشمال إلى الجنوب لمسافة 12كم, ومن الشرق إلى الغرب 7,5كم , هذا وتبلغ المساحة الإجمالية لها 74كم, وهذه المساحة تعادل 20% من مساحة قطاع غزة، أما من حيث السكان فيأتي ترتيبها الأول على القطاع والثاني على محافظات فلسطين، بعد محافظة الخليل؛ ففي عام 2010م بلغ عدد سكان محافظة غزة 534558 نسمة، منهم 483742 نسمة حضر بنسبة 90,5%, و13506 نسمة ريف بنسبة 2,5%, و37311 نسمة مخيم بنسبة 7%، فتنخفض فيها نسبة السكان القاطنين في المناطق الريفية بشكل كبير، وتحتوي المحافظة على مدينة غزة وهي أكبر تجمع سكاني، وتقع في وسط المحافظة وتشغل الحيز الأكبر منها، إذ تعدل مساحتها 55كم2, كما تحتوي أيضاً على مدينة الزهراء ومدينة المغراقة وقرية جحر الديك اللاتي يقعن في جنوب المحافظة، ومخيم الشاطئ المخيم الوحيد في المحافظة ويقع في شمال غرب المحافظة على مساحة أقل من 1كم2 (ألف دونم).
هذا وتنتشر زراعة الحمضيات في أراضي محافظة غزة، بالإضافة إلى الفواكه المثمرة كالعنب والتين والتوت والبطيخ، وبلغت نسبة الأراضي المزروعة عام 2008م 25,3% من المساحة الكلية، تحتوي المحافظة كونها العاصمة الإدارية للمحافظات الجنوبية على المكاتب الرئيسية للوزارات والجامعات، وكانت عقدة للمواصلات ومحطة القوافل التجارية مما منحها مركزاً تجارياً وجعلها تحتل موقعاً استراتيجياً وعسكرياً، واليوم تتمتع المحافظة بشبكة طرق تربط بين مناطقها كافة، وينصفها إلى قسمين شارع رئيسي للقطاع هو شارع صلاح الدين وشارع الرشيد. فاز أعضاء حركة حماس بجميع مقاعدها في انتخابات عام 2006 البرلمانية. محافظها الحالي خميس مهنا.

## المحافظون
- محمد سالم عرفات القدوة (1996-2014)
- عبد الله الإفرنجي (يوليو 2014 - ديسمبر 2017)
- إبراهيم أبو النجا (31 ديسمبر 2017[4] - 10 أغسطس 2023[5])